# Liste der österreichischen Vizekanzler

## Vizekanzler der Republik Österreich

### Legende
- Nr.: chronologische Reihenfolge der Vizekanzler
Farblegende
SPÖ/SDAP
ÖVP/CSP
FPÖ
GRÜNE
LB
GDVP
VF
NSDAP
parteilos
- Vizekanzler: Name
- Lebensdaten: Geburts- und Sterbedatum mit Ortsangaben
- Partei: politische Herkunft des Vizekanzlers
  - SDAP: Sozialdemokratische Arbeiterpartei Deutschösterreichs (1918–1933)
  - CS: Christlichsoziale Partei
  - GDVP: Großdeutsche Volkspartei
  - VF: Vaterländische Front
  - NSDAP: Nationalsozialistische Deutsche Arbeiterpartei
  - SPÖ: Sozialdemokratische Partei Österreichs (1945–1991: Sozialistische Partei Österreichs)
  - ÖVP: Österreichische Volkspartei
  - KPÖ: Kommunistische Partei Österreichs
  - FPÖ: Freiheitliche Partei Österreichs
  - BZÖ: Bündnis Zukunft Österreich
  - GRÜNE: Die Grünen - Die Grüne Alternative
- Periode: Nummerierung der Amtsperioden eines Vizekanzlers, wenn diese nicht unmittelbar aufeinander folgten, arabisch, sonst die Kabinette (Regierungsmannschaften) römisch. Mit der jeweiligen Liste der Regierungsmitglieder verlinkt.
- Regierung: An erster Stelle wird die Kanzlerpartei angeführt, darauf folgen weitere in der Regierung vertretene Parteien.
- Amtszeit: Dauer der jeweiligen Amtsperiode. In der Ersten Republik sind Zeiten, in denen der zurückgetretene Kanzler mit der Fortführung der Geschäfte betraut wurde, inkludiert; in der Zweiten Republik sind solche Zeiten in Fußnoten eigens ausgewiesen.

### Liste
| Erste Republik (1919–1934) | Erste Republik (1919–1934) | Erste Republik (1919–1934)                                                                              | Erste Republik (1919–1934) | Erste Republik (1919–1934)    | Erste Republik (1919–1934) | Erste Republik (1919–1934)                                   | Erste Republik (1919–1934)    | Erste Republik (1919–1934) |
| Nr. | Vizekanzler                | Vizekanzler                                                                                             | Lebensdaten                | Partei                        | Peri- ode                  | Regierung                                                    | Amtszeit                      | Ministerium |
| --- | -------------------------- | --- | -------------------------- | ----------------------------- | -------------------------- | ------------------------------------------------------------ | ----------------------------- | --- |
| 01 |                            | Jodok Fink                                                                                              |                            | CS                            | II. III.                   | SDAPDÖ – CS – GDVP                                           | 15.03.1919 – 26.04.1920       | Vizekanzler der Staatsregierung |
| 02 |                            | Ferdinand Hanusch                                                                                       |                            | SDAPDÖ                        | I.                         | CS – SDAPDÖ                                                  | 07.07.1920 – 22.10.1920       | Staatssekretär und „Stellvertreter im Vorsitze im Kabinett“                                                                                |
| 03 |                            | Eduard Heinl                                                                                            |                            | CS                            | I.                         | CS – SDAPDÖ                                                  | 22.10.1920 – 20.11.1920       | Staatssekretär und „Stellvertreter im Vorsitze im Kabinett“, seit 10. November 1920 Vizekanzler                                            |
| 04 |                            | Walter Breisky                                                                                          |                            | CS                            | II. 1.                     | CS – SDAPDÖ CS – GDVP – Beamte                               | 20.11.1920 – 31.05.1922       | |
| 05 |                            | Felix Frank                                                                                             |                            | GDVP                          | I.II.III.                  | CS – GDVP – Beamte                                           | 31.05.1922 – 20.11.1924       | |
| 06 |                            | Leopold Waber                                                                                           |                            | GDVP                          | (I.)                       | CS – GDVP                                                    | 20.11.1924 – 20.10.1926       | |
| 07 |                            | Franz Dinghofer                                                                                         |                            | GDVP                          | IV.                        | CS – GDVP – Landbund                                         | 20.10.1926 – 19.05.1927       | |
| 08 |                            | Karl Hartleb                                                                                            |                            | Landbund                      | V.                         | CS – GDVP – Landbund                                         | 19.05.1927 – 04.05.1929       | |
| 09 |                            | Vinzenz Schumy                                                                                          |                            | Landbund                      | (I.)                       | CS – Landbund                                                | 04.05.1929 – 26.09.1929       | |
| 10 |                            | Carl Vaugoin                                                                                            |                            | CS                            | 3.                         | CS                                                           | 26.09.1929 – 30.09.1930       | |
| 11 |                            | Richard Schmitz                                                                                         |                            | CS                            | (I.)                       | CS                                                           | 30.09.1930 – 04.12.1930       | |
| 12 |                            | Johann Schober                                                                                          |                            | Beamter                       | (I.) I.                    | CS – Beamte CS – Beamte – Landbund                           | 04.12.1930 – 29.01.1932       | |
| 13 |                            | Franz Winkler                                                                                           |                            | Landbund                      | II. I. II.                 | CS – Beamte – Landbund CS – Landbund – Heimatblock/ Diktatur | 29.01.1932 – 21.09.1933       | seit 5. März 1933 ohne Kontrolle durch den Nationalrat                                                                                     |
| 14 |                            | Emil Fey                                                                                                |                            | Heimatblock bzw. VF           | I. II.                     | CS – Landbund – Heimatblock/ Diktatur                        | 21.09.1933 – 01.05.1934       | ohne Kontrolle durch den Nationalrat, seit 12. Februar 1934 Diktatur (Ständestaat)                                                         |
| 15 |                            | Ernst Rüdiger Starhemberg                                                                               |                            | Heimatblock bzw. VF           | I.II. III. IV.             | CS – Landbund – Heimatblock/ Diktatur                        | 01.05.1934 – 14.05.1936       | Diktatur (Ständestaat) |
| 16 |                            | Eduard Baar-Baarenfels                                                                                  |                            | Heimatblock                   | I.II.III.IV.               | Diktatur                                                     | 14.05.1936 – 03.11.1936       | Diktatur (Ständestaat) |
| 17 |                            | Ludwig Hülgerth                                                                                         |                            | VF                            | I. II. III. IV.            | Diktatur                                                     | 03.11.1936 – 11.03.1938       | Diktatur (Ständestaat) |
| 18 |                            | Edmund Glaise von Horstenau                                                                             |                            | NSDAP                         | (I.)                       | Von Hitler gesteuerte Diktatur                               | 11. März 1938 – 13. März 1938 | Diktatur (Ständestaat) |
| Danach: - Arthur Seyß-Inquart (NSDAP) Reichsstatthalter 15. März 1938 bis 1. Mai 1939 - Josef Bürckel (NSDAP) Reichskommissar für die Wiedervereinigung 23. April 1938 bis 31. März 1940 - Baldur von Schirach (NSDAP) Reichsstatthalter 1940 bis 1945 |                            | |                            |                               |                            |                                                              |                               | |
| Zweite Republik (seit 1945) |                            | |                            |                               |                            |                                                              |                               | |
| Nr. | Vizekanzler                | Vizekanzler                                                                                             | Lebensdaten                | Partei                        | Peri- ode                  | Regierung                                                    | Amtszeit                      | Ministerium |
| 19 |                            | Politischer Kabinettsrat (Staatssekretäre ohne Portefeuille): Leopold Figl Johann Koplenig Adolf Schärf |                            | ÖVP/KPÖ/SPÖ                   |                            | SPÖ – ÖVP – KPÖ                                              | 27.04.1945 – 20.12.1945       | Staatssekretäre ohne Portefeuille im politischen Kabinettsrat der Provisorischen Staatsregierung von Staatskanzler Karl Renner (Renner IV) |
| 20 |                            | Adolf Schärf                                                                                            |                            | SPÖ                           | I. II. III. I. II.         | ÖVP – SPÖ – KPÖ ÖVP – SPÖ                                    | 20.12.1945 – 22.05.1957       | |
| 21 |                            | Bruno Pittermann                                                                                        |                            | SPÖ                           | II. III. IV. I. II. I.     | ÖVP – SPÖ                                                    | 22.05.1957 – 19.04.1966       | ab 29. Juli 1959 betraut mit der Leitung der Agenden des Bundeskanzleramtes - Verstaatlichte Unternehmungen (Sektion IV)                   |
| 22 |                            | Fritz Bock                                                                                              |                            | ÖVP                           | II.                        | ÖVP                                                          | 19.04.1966 – 19.01.1968       | Betraut mit der Leitung des Bundesministeriums für Handel, Gewerbe und Industrie                                                           |
| 23 |                            | Hermann Withalm                                                                                         |                            | ÖVP                           | II.                        | ÖVP                                                          | 19.01.1968 – 21.04.1970       | kein Ministeramt, Obmann des ÖVP-Parlamentsklubs                                                                                           |
| 24 |                            | Rudolf Häuser                                                                                           |                            | SPÖ                           | I. II. III.                | SPÖ                                                          | 21.04.1970 – 30.09.1976       | Bundesminister für soziale Verwaltung |
| 25 |                            | Hannes Androsch                                                                                         |                            | SPÖ                           | III. IV.                   | SPÖ                                                          | 01.10.1976 – 20.01.1981       | Bundesminister für Finanzen |
| 26 |                            | Fred Sinowatz                                                                                           |                            | SPÖ                           | IV.                        | SPÖ                                                          | 20.01.1981 – 24.05.1983       | Bundesminister für Unterricht und Kunst |
| 27 |                            | Norbert Steger                                                                                          |                            | FPÖ                           | (I.) I.                    | SPÖ – FPÖ                                                    | 24.05.1983 – 21.01.1987       | Bundesminister für Handel, Gewerbe und Industrie                                                                                           |
| 28 |                            | Alois Mock                                                                                              |                            | ÖVP                           | II.                        | SPÖ – ÖVP                                                    | 21.01.1987 – 24.04.1989       | Bundesminister für auswärtige Angelegenheiten                                                                                              |
| 29 |                            | Josef Riegler                                                                                           |                            | ÖVP                           | III.                       | SPÖ – ÖVP                                                    | 24.04.1989 – 02.07.1991       | Bundesminister für Föderalismus und Verwaltungsreform                                                                                      |
| 30 |                            | Erhard Busek                                                                                            |                            | ÖVP                           | III. IV.                   | SPÖ – ÖVP                                                    | 02.07.1991 – 04.05.1995       | bis 1994: Bundesminister für Wissenschaft und Forschung; ab 1994: Bundesminister für Unterricht und kulturelle Angelegenheiten             |
| 31 |                            | Wolfgang Schüssel                                                                                       |                            | ÖVP                           | IV. V. (I.)                | SPÖ – ÖVP                                                    | 04.05.1995 – 04.02.2000       | Bundesminister für auswärtige Angelegenheiten                                                                                              |
| 32 |                            | Susanne Riess-Passer                                                                                    |                            | FPÖ                           | I.                         | ÖVP – FPÖ                                                    | 04.02.2000 – 28.02.2003       | Bundesministerin für öffentliche Leistung und Sport                                                                                        |
| 33 |                            | Herbert Haupt                                                                                           |                            | FPÖ                           | II.                        | ÖVP – FPÖ/BZÖ                                                | 28.02.2003 – 21.10.2003       | Bundesminister für soziale Sicherheit, Generationen und Konsumentenschutz                                                                  |
| 34 |                            | Hubert Gorbach                                                                                          |                            | FPÖ/BZÖ                       | II.                        | ÖVP – FPÖ/BZÖ                                                | 21.10.2003 – 11.01.2007       | Bundesminister für Verkehr, Innovation und Technologie1)bis 5. April 2005 FPÖ, ab 6. April 2005 BZÖ                                        |
| 35 |                            | Wilhelm Molterer                                                                                        |                            | ÖVP                           | (I.)                       | SPÖ – ÖVP                                                    | 11.01.2007 – 02.12.2008       | Bundesminister für Finanzen |
| 36 |                            | Josef Pröll                                                                                             |                            | ÖVP                           | I.                         | SPÖ – ÖVP                                                    | 02.12.2008 – 21.04.2011       | Bundesminister für Finanzen |
| 37 |                            | Michael Spindelegger                                                                                    |                            | ÖVP                           | I. II.                     | SPÖ – ÖVP                                                    | 21.04.2011 – 01.09.2014       | bis 16. Dez. 2013: Bundesminister für europäische und internationale Angelegenheiten; ab 16. Dez. 2013: Bundesminister für Finanzen        |
| 38 |                            | Reinhold Mitterlehner                                                                                   |                            | ÖVP                           | II. (I.)                   | SPÖ – ÖVP                                                    | 01.09.2014 – 17.05.2017       | Bundesminister für Wissenschaft, Forschung und Wirtschaft                                                                                  |
| 39 |                            | Wolfgang Brandstetter                                                                                   |                            | parteilos (von ÖVP nominiert) | (I.)                       | SPÖ – ÖVP                                                    | 17.05.2017 – 18.12.2017       | Bundesminister für Justiz |
| 40 |                            | Heinz-Christian Strache                                                                                 |                            | FPÖ                           | (I.)                       | ÖVP – FPÖ                                                    | 18.12.2017 – 22.05.2019       | ab 8. Jänner 2018 Bundesminister für öffentlichen Dienst und Sport                                                                         |
| 41 |                            | Hartwig Löger                                                                                           |                            | ÖVP                           | (I.)                       | ÖVP                                                          | 22.05.2019 - 28.05.2019       | Bundesminister für Finanzen |
| 42 |                            | Clemens Jabloner                                                                                        |                            | parteilos                     | (I.)                       | Experten                                                     | 03.06.2019 – 07.01.2020       | Bundesminister für Justiz |
| 43 |                            | Werner Kogler                                                                                           |                            | Grüne                         | (II.) (I.)                 | ÖVP – Grüne                                                  | 07.01.2020 – 02.10.2024       | |
| 44 |                            | Andreas Babler                                                                                          |                            | SPÖ                           | I.                         | ÖVP – SPÖ – NEOS                                             | 03.03.2025 – amtierend        | seit 03. März 2025: Bundesminister für öffentlichen Dienst und Sport                                                                       |
| Nr. | Vizekanzler                | Vizekanzler                                                                                             | Lebensdaten                | Partei                        | Peri- ode                  | Regierung                                                    | Amtszeit                      | Ministerium |